# Newswatch (Nigeria)
Newswatch är ett nigerianskt veckomagasin som ges ut av Newswatch Communications Limited, Nigeria. Magasinet grundades av de nigerianska journalisterna Dele Giwa, Ray Ekpu, Dan Agbese och Yakubu Mohammed 1984, och den första upplagan gavs ut den 28 januari 1985.

## Kritik
I mitten av 1980-talet kritiserades tidskriften för att stå överdrivet mycket på general Ibrahim Babangidas sida. De publicerade honom på försättsbladet ett flertal gånger och kritiserade till och med "alla som försökte göra livet otrevligt" för honom.